# Vino de malvasía
El malvasía, vino malvasía o vino de malvasía es un vino dulce elaborado a partir de alguna de las variedades de uva conocidas como malvasía. Normalmente, el malvasía es un vino licoroso blanco, dulce, oloroso y de alta graduación.
Se producen, con fuertes aromas, vinos de malvasía de mesa blancos o de color tostado, y más raramente tintos. También vinos de postre y generosos. A veces se usa la uva malvasía como parte de una mezcla, como ocurre con el vino santo italiano.

## Historia
El vino de malvasía está documentado desde el siglo XII, pero seguramente es anterior. En la Edad Media se creía que tenía propiedades medicinales y tonificantes. La novela Tirante el Blanco lo menciona en sus páginas.

## Zonas de producción
Los vinos de malvasía se producen en Italia (incluyendo Lombardía, Sicilia, Lipari, y Cerdeña), Eslovenia, Croacia, Córcega, la península ibérica, las Islas Canarias, la isla de Madeira, California, Australia y Brasil. En España se elabora este vino en diferentes comunidades autónomas, pero principalmente en Castilla y León y en Canarias.
El malvasía de Sitges, en Cataluña (aunque en catalán se dice la malvasia, pues la palabra es femenina en esa lengua), es una variedad de malvasía tradicional de dicha ciudad y de su comarca. Puede ser elaborada como mistela (vino dulce natural), como vino seco y también como vino espumoso aromático de calidad. El malvasía de Sitges es un vino tradicional que se toma después de las celebraciones y de las xatonades.
También es muy apreciada la malvasía de Bañalbufar (Mallorca). Pero aunque no sea muy mencionado el vino de Malvasía fue exportado a todos estos lugares desde la isla de Lanzarote.